# Lluís Gonçaga Constans i Serrat
Lluís Gonçaga Constans i Serrats (Banyoles, Pla de l'Estany, 1 de novembre de 1901 - 16 de juliol de 1955) fou un eclesiàstic i escriptor.
Va fer estudis religiosos a la Casa Missió de Banyoles, al Seminari de Santa Maria del Collell i al Seminari Major de Girona, i fou ordenat sacerdot el 18 de setembre de 1926. Fou destinat a la Casa Missió de Banyoles.
Va publicar els reculls de narracions: Llegendes muntanyenques (1925) i Rondalles (1952). Fou un dels fundadors del Centre d'Estudis Comarcals de Banyoles (1943) i de l'Institut d'Estudis Gironins (1946). Es distingí pels seus treballs històrics de tema local. Publicà Dos obras maestras del arte gótico en Bañolas (1947), Bañolas (1951), Los claustros del monasterio de Bañolas (1952), «Santa Maria dels Turers» (1952), «Girona, bisbat marià» (1954), «Història de Santa Maria del Collell» (1954) i «Francesc de Montpalau, abat de Banyoles, ambaixador del General de Catalunya» (1960), que sortí pòstumament.
Entre 1926 i 1946 va dur a terme una recerca al fons arxivístic del monestir de Sant Esteve que el Centre d'Estudis Comarcals de Banyoles va compilar i editar en el «Diplomatari», un corpus lingüístic de documentació, publicat en sis volums entre 1985 i 1993, que inclou més de dos mil diplomes sobre la vila de Banyoles, des del seus orígens al segle IX fins al segle xx.
Els darrers anys de la seva vida va col·laborar amb el Museu Arqueològic Comarcal de Banyoles per a l'estudi de la comarca del Pla de l'Estany i la conservació del seu patrimoni artístic i arqueològic. És autor del catàleg del museu (1953).